# Загородній Михайло Петрович
Миха́йло Петро́вич Загоро́дній (нар. 21 листопада 1943, Розкішна — 20 квітня 2000, Київ) — голова наглядової ради ВАТ Тресту «Київміськбуд-1». Заслужений будівельник України.

## Біографія
Народився 21 листопада 1943 року в селі Розкішна Ставищенського району Київської області в родині селян-колгоспників. У 1960 році закінчив Розкішнянську середню школу.
До 1961 року працював в Розкішнянському колгоспі, а у 1961 році поступив на будівельний факультет Дніпропетровського інженерно-будівельного інституту, одночасно почавши свою трудову діяльність теслярем в будівельному управлінні № 4 тресту № 17 міста Дніпропетровська. У 1965 році, після проходження служби в лавах Радянської армії, був зарахований студентом будівельного факультету Київського інженерно-будівельного інституту. По закінченню інституту, в 1970 році, як молодий спеціаліст був направлений за розподілом в трест «Київміськбуд-1», де був призначений на посаду старшого інженера виробничо-технічного відділу будівельного управління № 3.
За період з 1970 по 1980 роки пройшов шлях від старшого інженера ВТО до начальника будівельного управління № 3 тресту «Київміськбуд-1».
У 1980 році був призначений на посаду головного інженера тресту «Київміськбуд-1». На цій посаді працював до 1982 року. Враховуючи великий практичний досвід організації та керівництва будівельним виробництвом, був призначений керуючим трестом «Київміськбуд-1».
В останні рокичого? СРСР?свого життя? був обраний головою наглядової ради ВАТ Трест «Київміськбуд-1». При його безпосередній участі в Києві побудовано житлові масиви: Оболонь, Троєщина, Мостицький, Мінський, на житловому масиві Оболонь трестом розпочато будівництво храму Покрова Божої Матері.
Був депутатом Київської міської ради, де очолював постійну комісію з питань містобудування та землекористування. Жив в Києві на проспекті Героїв Сталінграда (сучасний проспект Володимира Івасюка), 14Г. Помер 20 квітня 2000 року в Києві. Похований в Києві на Берковецькому цвинтарі (ділянка № 86, центральна алея, неподалік від центрального входу).

## Відзнаки
За вагомий особистий внесок в організацію будівельного виробництва Михайлу Загородньому присвоєно почесне звання «Заслужений будівельник України». Кавалер орденів: «Знак Пошани», «За заслуги» ІІІ ступеня, «За заслуги» ІІ ступеня, володар «Кришталевого Рогу Достатку». Посмертно нагороджений орденом «За заслуги» I ступеня.

## Вшанування пам'яті
Його іменем названа площа на житловому масиві Оболоні в Києві. Його ім'я присвоєно тресту «Київміськбуд-1».
23 квітня 2002 року в Києві на проспекті Володимира Івасюка, 14Г, де жив Михайло Петрович, встановлена бронзова меморіальна дошка (горельєф).
На фасаді Розкішнянської середньої школи, де впродовж 1950—1960 рр. він навчався, йому встановлено меморіальну дошку.

Меморіальна дошка в Розкішній
Могила Михайла Загороднього